# Heliophanus ibericus
Heliophanus ibericus là một loài nhện trong họ Salticidae.
Loài này thuộc chi Heliophanus. Heliophanus ibericus được Wanda Wesołowska miêu tả năm 1986.